# Allsvenskan i handboll för damer 2018/2019
Allsvenskan i handboll för damer 2018/2019 var den nionde upplagan av Sveriges näst högsta rikstäckande division i handboll för damer säsongen 2018/2019. Den innehöll 12 lag som spelade mot varandra två gånger (en gång hemma och en gång borta).
Säsongen inleddes lördagen den 28 september 2018 och avslutas onsdagen den 16 mars 2019. GT Söder HK vann serien och spelar i Svensk HandbollsElit hösten 2019.
Serietabell
| Lag                 | SP | V  | O | F  | +/-     | P  | +/- |
| ------------------- | -- | -- | - | -- | ------- | -- | --- |
| GT Söder HK         | 22 | 15 | 2 | 5  | 531-470 | 32 | 61  |
| Eslövs IK           | 22 | 12 | 2 | 8  | 571-517 | 26 | 54  |
| Eskilstuna Guif     | 22 | 11 | 3 | 8  | 529-543 | 25 | -14 |
| HK Aranäs           | 22 | 11 | 2 | 9  | 502-514 | 24 | -12 |
| Tyresö Handboll     | 22 | 10 | 2 | 10 | 528-481 | 22 | 47  |
| OV Helsingborg HK   | 22 | 11 | 0 | 11 | 529-512 | 22 | 17  |
| IF Hellton          | 22 | 10 | 2 | 10 | 522-507 | 22 | 15  |
| Skånela IF          | 22 | 9  | 3 | 10 | 547-552 | 21 | -5  |
| HK Drott            | 22 | 10 | 0 | 12 | 562-584 | 20 | -22 |
| Tumba Handboll      | 22 | 8  | 2 | 12 | 482-494 | 18 | -12 |
| Spårvägens HF       | 22 | 8  | 1 | 13 | 520-590 | 17 | -70 |
| Bjurslätt/Torslanda | 22 | 7  | 1 | 14 | 499-558 | 15 | -59 |

## Kvalspel

### Kvalspel till Elitserien
Kvalspel till Elitserien går till följande sätt.
- Tvåan i Allsvenskan  möter elvan i Elitserien
- Trean i Allsvenskan möter tian i Elitserien
- Fyran i Allsvenskan möter nian i Elitserien.

Matcherna spelas i bäst av fem matcher.
Eslövs IK  - BK Heid
| Tid             | Match               | Arena                | Resultat | Ställning             | Publik |
| --------------- | ------------------- | -------------------- | -------- | --------------------- | ------ |
| sön 14/04 15:00 | BK Heid - Eslövs IK | Heidhallen, Göteborg | 23-19    | 0-3 Heid klara förSHE | 305    |
| fre 05/04 19:00 | BK Heid - Eslövs IK | Heidhallen, Göteborg | 34-26    | 0-2                   | 215    |
| tor 28/03 19:00 | Eslövs IK - BK Heid | Eslövshallen A       | 24-32    | 0-1                   | 878    |

Eskilstuna GUIF - Boden Handboll IF
| Tid             | Match                                  | Arena                 | Resultat | Ställning               | Publik |
| --------------- | -------------------------------------- | --------------------- | -------- | ----------------------- | ------ |
| lör 13/04 15:00 | Boden Handboll IF - Eskilstuna Guif IF | Boden Arena           | 29-25    | 0-3 Boden klara för SHE | 1039   |
| fre 05/04 19:00 | Boden Handboll IF - Eskilstuna Guif IF | Boden Arena           | 26-25    | 0-2                     | 996    |
| tor 28/03 19:30 | Eskilstuna Guif IF - Boden Handboll IF | STIGA Sports Arena A1 | 26-34    | 0-1                     | 602    |

HK Aranäs - Skövde HF
| Tid             | Match                 | Arena              | Resultat | Ställning                   | Publik |
| --------------- | --------------------- | ------------------ | -------- | --------------------------- | ------ |
| lör 13/04 13:00 | Skövde HF - HK Aranäs | Skövde Idrottshall | 31-24    | 0-3 Skövde HF klara för SHE | 412    |
| ons 03/04 19:00 | Skövde HF - HK Aranäs | Skövde Idrottshall | 22-20    | 0-2                         | 479    |
| tor 28/03 19:00 | HK Aranäs - Skövde HF | Aranäshallen A     | 20-33    | 0-1                         | 1507   |